# Джонсон, Джей
Джей Чарльз Джонсон (англ. Jeh Charles Johnson, род. 11 сентября 1957) — американский юрист и политик, 4-й министр внутренней безопасности США (2013—2017).

## Биография
Родился 11 сентября 1957 года. По окончании Морхаус-колледжа и Юридической школы Колумбийского университета Джонсон в 1984 году начал работать в юридической фирме Paul, Weiss, Rifkind, Wharton & Garrison LLP, с 1985 по 1988 год являлся помощником федерального прокурора в Южном округе Нью-Йорка. Затем вернулся в прежнюю фирму и к 1990 году стал в ней первым чернокожим партнёром. С 1998 по 2001 год являлся генеральным юрисконсультом ВВС США, в 2002 году вновь вернулся в Paul, Weiss, Rifkind, Wharton & Garrison LLP, с 2001 по 2004 год возглавлял Юридический комитет Нью-Йоркской коллегии адвокатов, в 2004 году состоял юристом в президентской предвыборной кампании Джона Керри. С 2009 по 2012 год являлся генеральным юрисконсультом Министерства обороны США.
Являлся членом Совета по международным отношениям и Американской коллегии судебных юристов.
Высказывался за продолжение боевого применения беспилотных летательных аппаратов американскими вооружёнными силами, после отставки вернулся к адвокатской практике.
18 октября 2013 года президент Обама назначил Джонсона министром внутренней безопасности США, 16 декабря 2013 года Сенат утвердил это назначение, 23 декабря 2013 года Джонсон принёс присягу и вступил в должность.
В 2015 году выяснилось, что сам Джей Джонсон и 28 высших должностных лиц министерства продолжают пользоваться своей личной электронной почтой со служебных компьютеров вопреки запрету, установленному в апреле 2014 года. Специалисты по безопасности считают такую практику опасной с точки зрения возможного несанкционированного проникновения извне в закрытую компьютерную сеть ведомства.

## Семья
Дядя Джонсона состоял в группе чернокожих ветеранов ВВС Второй мировой войны под названием Пилоты из Таскиги, но был арестован при попытке вступить в офицерский клуб. Дед Джонсона, социолог Чарльз Джонсон (Charles S. Johnson) в 1936 году получил благодарность президента Франклина Рузвельта за работу в комиссии, изучавшей систему аренды в фермерских хозяйствах, а в 1956 году опубликовал эссе о тяжёлом положении афроамериканцев в южных штатах США, которое высоко оценил Мартин Лютер Кинг. Сам Джей Джонсон учился в Морхаус-колледже вместе с сыном Кинга Мартином Лютером Кингом III и со Спайком Ли, в студенческие годы организовывал марши в Атланте у дома вдовы Кинга — Коретты Скотт Кинг. Своё необычное имя Jeh (произносится «Джей») Джонсон получил в честь вождя одного из племён Либерии, с которым познакомился его дед, находившийся в этой стране с миссией Лиги Наций. Отец Джонсона, также Джей Джонсон, архитектор, состоял в комиссии по городскому планированию, созданной президентом Линдоном Джонсоном. Джей-младший рос в преимущественно белом пригороде Вэппингерз Фоллз в штате Нью-Йорк и женился на соседке по улице Сьюзан Димарко (Susan DiMarco), от которой имеет двоих детей.